# Dùn (Saint Kilda)
Dùn (o "Dun" senza il segno diacritico) è una delle isole dell'arcipelago di Saint Kilda, in Scozia. È lunga circa un miglio. Il suo nome significa semplicemente "fortino" in gaelico scozzese (vedere anche Dun (archeologia)). Tuttavia, il fortino vero e proprio è andato perduto. Alcune vecchie mappe lo segnalano nella località di Gob an Dùin, lungo la costa che si affaccia sul corridoio di mare verso Hirta.
L'isola appare quasi collegata a Hirta nei pressi di Ruiaval: le due isole sono separate dal cosiddetto Caolas an Dùin (stretto di Dùn). Questo piccolo corridoio di mare impedisce alle pecore di Soay, stanziate a Hirta, di spingersi oltre e ciò rende Dùn più ricca di vegetazione.
L'isola è l'habitat naturale della più grande colonia di fulmari presente in tutto il Regno Unito. Prima del 1828, St. Kilda costituiva l'unico arcipelago britannico in cui questi uccelli si riproducevano. Da allora, essi hanno stabilito colonie anche altrove, per esempio a Fowlsheugh.

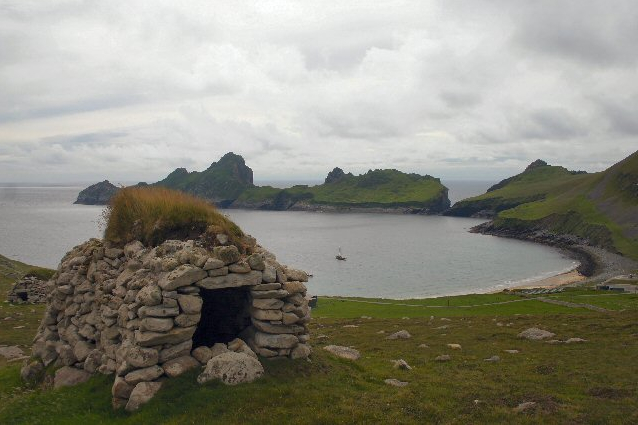
Un cleit sopra Village Bay, Hirta. Dùn è presente sullo sfondo

Dùn protegge Village Bay su Hirta dai forti venti Sud-occidentali. Un tempo, Dùn era collegata a Hirta da un arco naturale.  MacLean (1972) ipotizza che l'arco venne distrutto durante la fuga di un galeone dell'Invincibile Armata spagnola. Altre fonti, come Mitchell (1992), forniscono una spiegazione più credibile, anche se meno romantica: l'arco fu semplicemente spazzato via durante una delle numerose e furiose tempeste che si abbattono sull'isola durante ogni inverno.